# Ángel Guirao y Navarro
Ángel Guirao y Navarro (1817-1890) fue un médico, naturalista y político español, miembro de la Real Academia de Ciencias Exactas, Físicas y Naturales  y de la Real Sociedad Española de Historia Natural, así como diputado y senador en las Cortes de la Restauración.

## Biografía
Nació el 2 de octubre de 1817. Murciano, se licenció en Medicina y Cirugía en 1841, doctorándose en 1844 en el Real Colegio de San Carlos. En el 1861 obtendría la licenciatura de Ciencias. En 1846 se haría con la cátedra de Historia Natural en el Instituto de Segunda Enseñanza de Murcia, donde tuvo como alumno a José Echegaray. En su labor como naturalista colaboró con los botánicos alemanes Emil Adolf Rossmässler y Heinrich Moritz Willkomm, y exploró islotes deshabitados cerca del Mar Menor. Fue uno de los miembros fundadores de la Real Sociedad Española de Historia Natural.
Miembro correspondiente desde 1857 de la Real Academia de Ciencias Exactas, Físicas y Naturales, en 1880 sería elegido académico numerario de la misma institución, con la medalla 23, en competencia con Daniel Francisco de Paula Cortázar y Larrubia, sin embargo nunca llegaría a tomar posesión del cargo.
En el plano político fue diputado en 1876 —por el distrito de Murcia— y senador desde 1879 hasta 1884 en tres legislaturas distintas. Falleció el 15 de junio de 1890.